# شرکت ملی نفت
شرکت ملی نفت به اختصار NOC خوانده می‌شود، به کمپانی نفتی گفته می‌شود، که به‌طور کامل یا اکثریت سهام آن، متعلق به یک دولت ملی می‌باشد. اداره اطلاعات انرژی ایالات متحده، در سال ۲۰۰۷ اعلام نمود؛ که ان‌اوسی‌ها، ۵۲٪ درصد از تولید جهانی نفت و ۸۸٪ درصد از ذخایر اثبات شده نفت خام را، در اختیار دارند.
با توجه به افزایش تسلط این شرکت‌ها بر ذخایر جهانی، اهمیت شرکت‌های ملی نفت، نسبت به شرکت‌های نفتی بین‌المللی (که به اختصار؛ آی‌اوسی IOC خوانده می‌شوند)، مانند اکسان موبیل، بی‌پی یا رویال داچ شل، در سال‌های اخیر به‌طور چشمگیری افزایش یافته‌است.
همچنین در حال حاضر دیده می‌شود که شرکت‌های ملی نفت نیز، به‌طور فزاینده‌ای، در خارج از مرزهای ملی خود، سرمایه‌گذاری می‌کنند. از بزرگترین شرکت‌های ملی نفت می‌توان به: سعودی آرامکو، شرکت ملی نفت ایران، شرکت ملی نفت چین، استات اویل، شرکت ملی مناطق نفت‌خیز جنوب، گازپروم، روس‌نفت، شرکت نفت هند، مؤسسه نفت کویت، ادنوک، شرکت ملی نفت نیجریه، قطر پترولیوم، شرکت ملی نفت فلات قاره چین، شرکت نفت و گاز طبیعی هند، اورلن، پمکس، پتروبراس، سونانگول، سوناطراک، پرتامینا، پترولئوس دی ونزوئلا و پتروناس، اشاره کرد.